# 1070'erne
Århundreder: 10. århundrede – 11. århundrede – 12. århundrede
Årtier: 1020'erne 1030'erne 1040'erne 1050'erne 1060'erne – 1070'erne – 1080'erne 1090'erne 1100'erne 1110'erne 1120'erne
År: 1070 1071 1072 1073 1074 1075 1076 1077 1078 1079